# Spinne des Jahres
Die Spinne des Jahres wird seit dem Jahr 2000 jährlich durch die Arachnologische Gesellschaft (AraGes) ausgerufen, um auf die Gefährdung dieser Tiere und ihrer Lebensräume aufmerksam zu machen. Seit 2006 wird die Spinne des Jahres europaweit ausgerufen, in Zusammenarbeit u. a. mit der European Society of Arachnology.
Die Auswahl der Spinne des Jahres richtet sich nach der Gefährdung der Art oder ihres Lebensraumes durch den Menschen. Nicht unwesentlich ist dabei auch die Wirkung von Spinnen auf viele Menschen (Arachnophobie), aus diesem Grund werden auch sehr auffällige oder interessante Arten gewählt, damit auch für den zoologischen Laien die Wiedererkennung gewährleistet wird. Der Schutzgedanke, der der Idee Natur des Jahres zugrunde liegt, stellt bedrohte Arten in den Vordergrund. Bei Spinnen würde das dazu führen, dass „mit wenigen Ausnahmen kleine, unattraktive und selten zu beobachtende Arten als Kandidaten zur Verfügung stehen“. Daher versucht das Auswahlkomitee, einen „Wechsel von schönen bunten beziehungsweise seltenen Arten mit häufigen und weit verbreiteten Arten“ zu erzeugen. Für 2008 wurde erstmals eine ganze Gattung benannt – dieser Linie folgend eine weit verbreitete und häufige – und jedem europäischen Land freigestellt, eine in diesem Land heimische Art besonders herauszustellen.

## Bisherige Spinnen des Jahres
| Jahr | deutscher Name                | wissenschaftlicher Name   | Abbildung                          | Anmerkungen |
| ---- | ----------------------------- | ------------------------- | ---------------------------------- | --- |
| 2000 | Wasserspinne                  | Argyroneta aquatica       | 2000 Wasserspinne                  | |
| 2001 | Wespenspinne                  | Argiope bruennichi        | 2001 Wespenspinne                  | |
| 2002 | Listspinne                    | Pisaura mirabilis         | 2002 Listspinne                    | |
| 2003 | Große Zitterspinne            | Pholcus phalangiodes      | 2003 Große Zitterspinne            | |
| 2004 | Grüne Huschspinne             | Micrommata virescens      | 2004 Grüne Huschspinne             | |
| 2005 | Mauer-Zebraspringspinne       | Salticus scenicus         | 2005 Zebraspringspinne             | |
| 2006 | Veränderliche Krabbenspinne   | Misumena vatia            | 2006 Veränderliche Krabbenspinne   | |
| 2007 | Flussuferwolfspinne           | Arctosa cinerea           | 2007 Flussuferwolfspinne           | |
| 2008 | Große Winkelspinne            | Eratigena atrica          | 2008 Kleine Winkelspinnen          | Es sind die Spinnen, die landläufig Hausspinne genannt werden. In Deutschland, Österreich und in der Schweiz wurde die Große Winkelspinne (Eratigena atrica, Abb.) ausgewählt. (2008) |
| 2009 | Dreiecksspinne                | Hyptiotes paradoxus       | 2009 Dreiecksspinne                | |
| 2010 | Gartenkreuzspinne             | Araneus diadematus        | 2010 Gartenkreuzspinne             | |
| 2011 | Gemeine Labyrinthspinne       | Agelena labyrinthica      | 2011 Gemeine Labyrinthspinne       | |
| 2012 | Große Höhlenspinne            | Meta menardi              | 2012 Höhlenradnetzspinne           | auch Höhlentier des Jahres in Deutschland |
| 2013 | Gemeine Tapezierspinne        | Atypus affinis            | 2013 Atypus affinis                | |
| 2014 | Gemeine Baldachinspinne       | Linyphia triangularis     | 2014 Linyphia triangularis         | |
| 2015 | Vierfleck-Zartspinne          | Anyphaena accentuata      | 2015 Anyphaena accentuata          | |
| 2016 | Konusspinne                   | Cyclosa conica            | 2016 Cyclosa conica                | |
| 2017 | Spaltenkreuzspinne            | Nuctenea umbratica        | 2017 Nuctenea umbratica            | |
| 2018 | Gewöhnliche Fettspinne        | Steatoda bipunctata       | 2018 Steatoda bipunctata           | |
| 2019 | Ameisenspringspinne           | Myrmarachne formicaria    | 2019 Ameisenspringspinne           | |
| 2020 | Gerandete Jagdspinne          | Dolomedes fimbriatus      | 2020 Gerandete Jagdspinne          | |
| 2021 | Zweihöcker-Spinnenfresser     | Ero furcata               | 2021 Zweihöcker-Spinnenfresser     | |
| 2022 | Trommelwolf                   | Hygrolycosa rubrofasciata | 2022 Trommelwolf                   | |
| 2023 | Ammendornfinger               | Cheiracanthium punctorium | 2023 Ammendornfinger               | |
| 2024 | Gefleckte Höhlenspinne        | Nesticus cellulanus       | 2024 Gefleckte Höhlenspinne        | auch Höhlentier des Jahres in Deutschland, Österreich und Schweiz |
| 2025 | Gewöhnliche Fischernetzspinne | Segestria senoculata      | 2024 Gewöhnliche Fischernetzspinne | |

Anmerkungen:
- Feldwinkelspinne (Eratigena agrestis): Niederlande
- Große Winkelspinne (Eratigena atrica): Belgien, Dänemark, Deutschland, Irland, Niederlande, Norwegen, Österreich, Schweden, Schweiz, Ungarn
- Eratigena feminea: Portugal (endemisch auf der Iberischen Halbinsel)
- Eratigena saeva: Irland (Westeuropa, der E. atrica sehr ähnlich)[2]
- Hauswinkelspinne (Kellerspinne, Tegenaria domestica): Belgien, Dänemark, Finnland, Großbritannien, Polen, Slowakei, Spanien, Ungarn
- Rostrote Winkelspinne (Tegenaria ferruginea, damals Malthonica ferruginea): Tschechische Republik, Ungarn
- Mauerwinkelspinne (Tegenaria parietina): Belgien, Bulgarien, Frankreich, Italien
- Waldwinkelspinne (Tegenaria silvestris, damals Malthonica silvestris): Slowenien